# Zálezly
Zálezly (en allemand : Salesl, précédemment : Zalesl ) est une commune du district de Prachatice, dans la région de Bohême-du-Sud, en République tchèque. Sa population s'élevait à 355 habitants en 2023.

## Géographie
Zálezly se trouve à 14 km au nord-ouest de Prachatice, à 46 km à l'ouest-nord-ouest de České Budějovice et à 115 km au sud-sud-ouest de Prague.
La commune est limitée par Malenice au nord, par Předslavice et Bušanovice à l'est, par Vlachovo Březí et Radhostice au sud, et par Bošice et Lčovice à l'ouest.

## Histoire
La première mention écrite du village date de 1370.

## Administration
La commune se compose de quatre sections :
- Bolíkovice
- Kovanín
- Setěchovice
- Zálezly

## Galerie

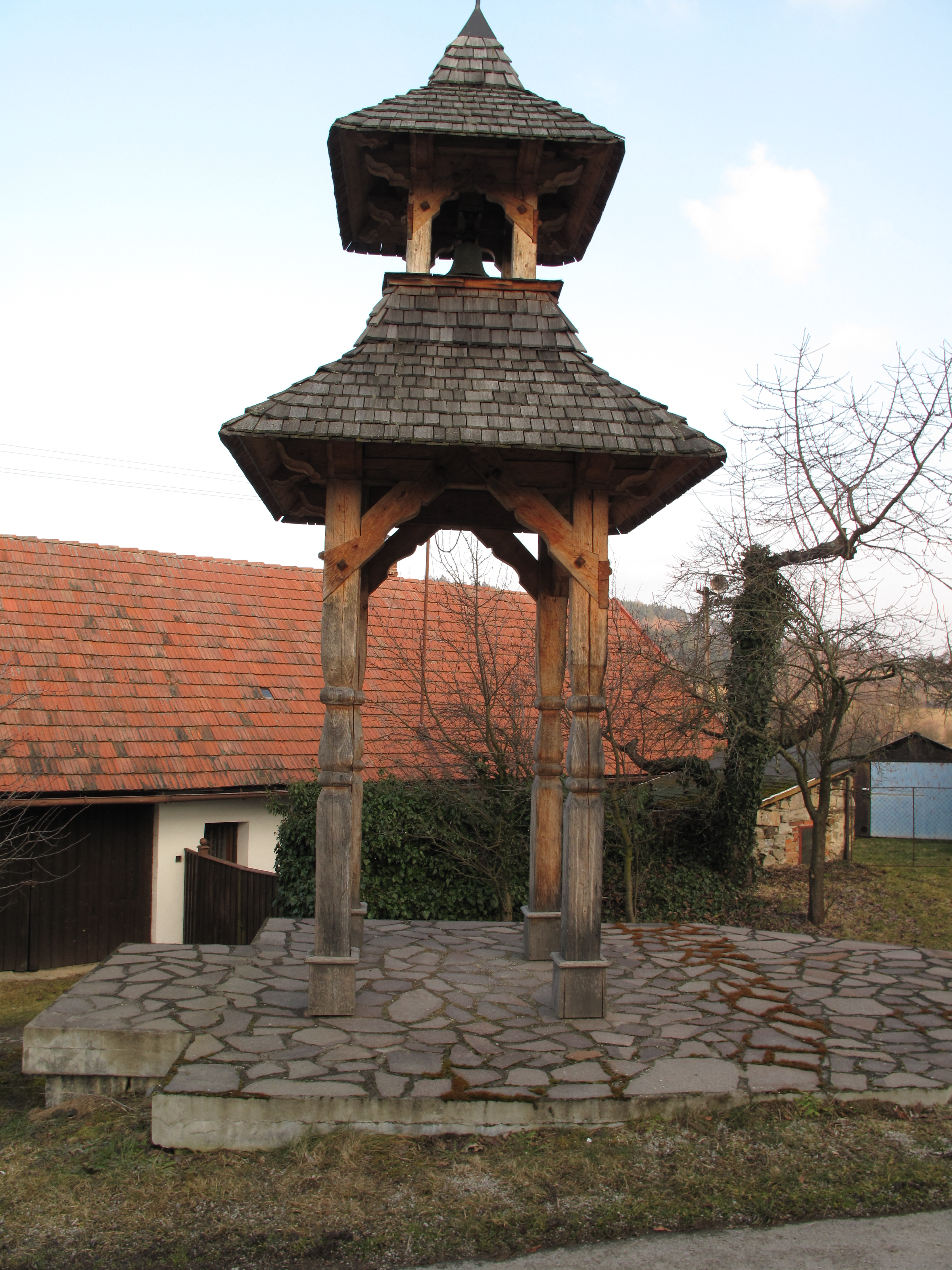
Clocher à Bolíkovice.
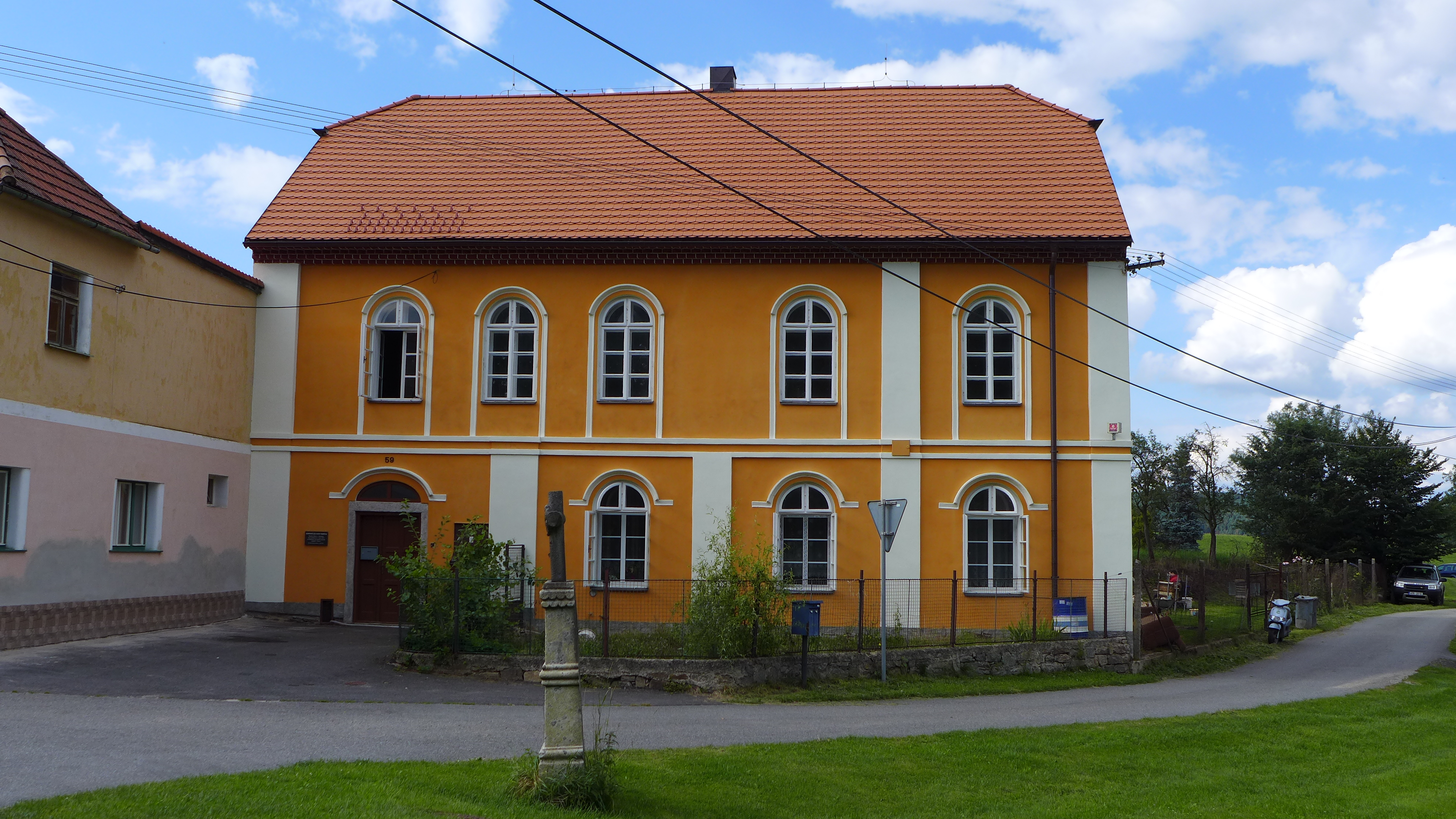
Zálezly : école primaire.

## Transports
Par la route, Zálezly se trouve à 17 km de Prachatice, à 53 km de Ceské Budejovice et à 139 km de Prague.